# 155 mm armata mle 1917 GPF
Canon de 155 mm Grande Puissance Filloux (GPF) mle 1917 – francuska armata polowa skonstruowana przez Louisa Filloux, używana podczas I wojny światowej przez armię francuską i amerykańską (pod oznaczeniem 155 mm Gun M1917).
Armata miała lufę kalibru 155 milimetrów (po zużyciu przewiercaną do kalibru 164 milimetry), rozstawne łoże dwuogonowe, opornik hydrauliczny i powrotnik sprężynowy. Nabój składany, pocisk burzący, ładunek miotający zmienny. W czasie transportu łoże i lufę przewożono osobno.
Podczas II wojny światowej po klęsce Francji w czerwcu 1940 duża liczba tych armat dostała się w ręce Wehrmachtu. Armata otrzymała niemieckie oznaczenie 15,5 cm K 418(f) i była wykorzystywana między innymi jako artyleria nadbrzeżna na Wale Atlantyckim. 
W czasie lądowania aliantów w Normandii, w dniach 6–7 czerwca 1944 odbyła się amerykańsko-niemiecka bitwa o Pointe du Hoc. Zadaniem amerykańskich Rangersów było unieszkodliwienie 155-milimetrowych armat GPF, których zasięg pozwalał ostrzeliwać zaplanowane miejsca lądowań i poważnie zagrażać amerykańskim oddziałom.

## Galeria

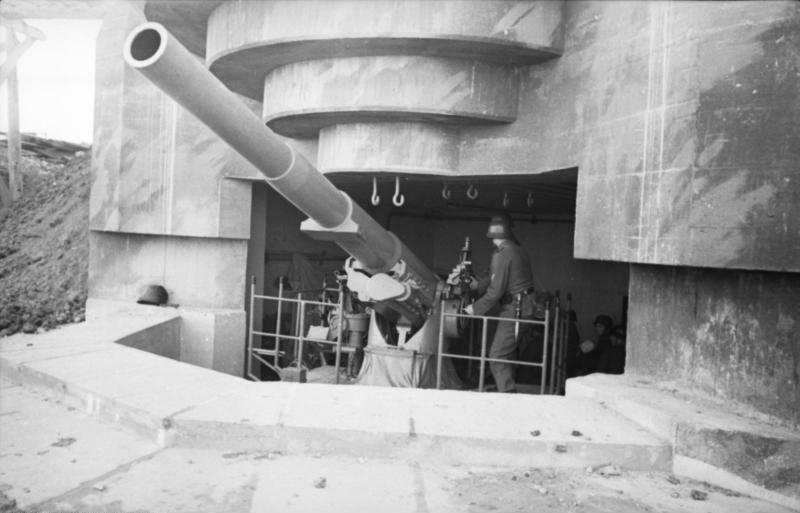
Armata wykorzystana przez Niemców na Wale Atlantyckim
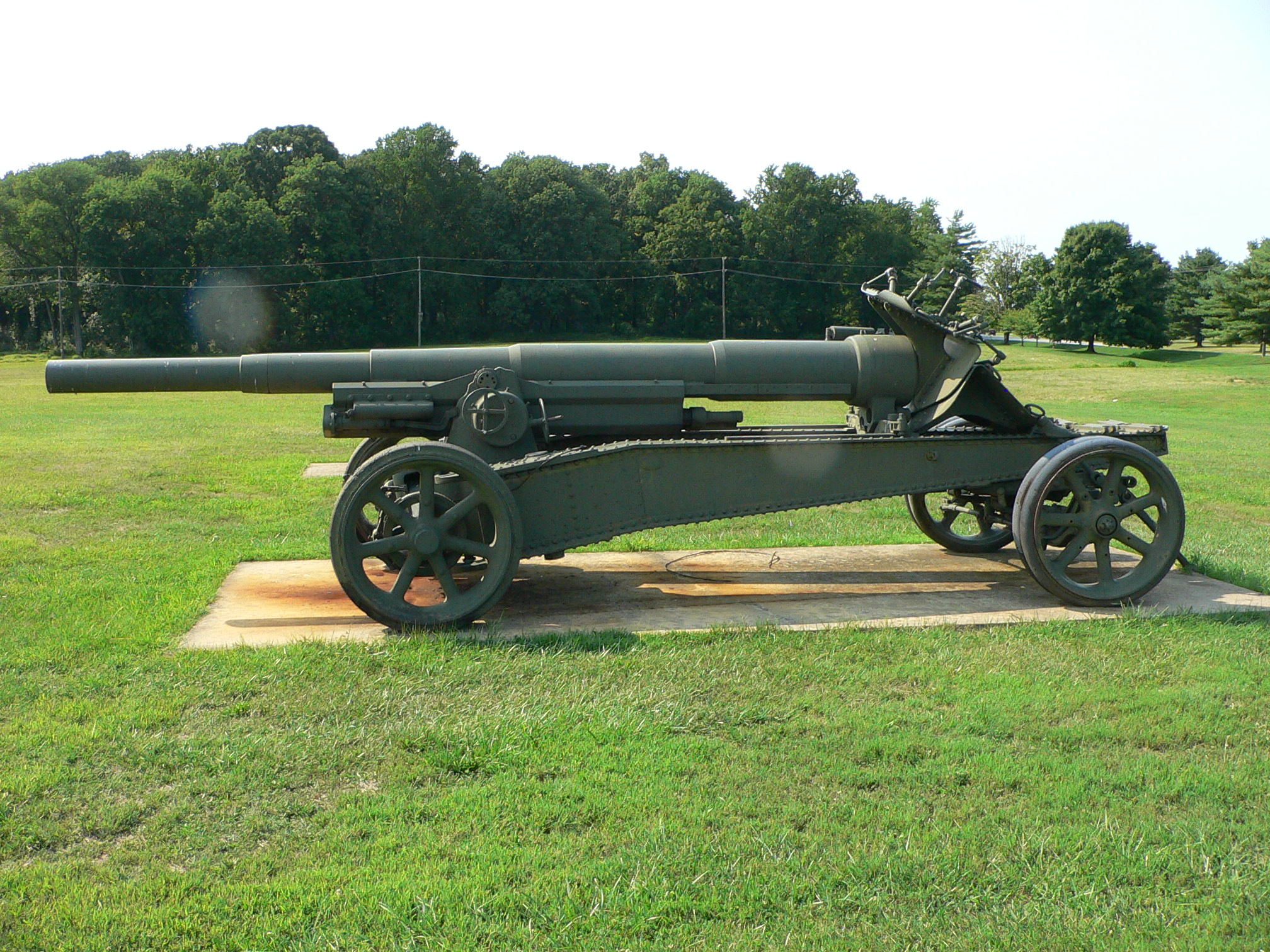
Armata eksponowana w United States Army Ordnance Museum w Aberdeen (Maryland)
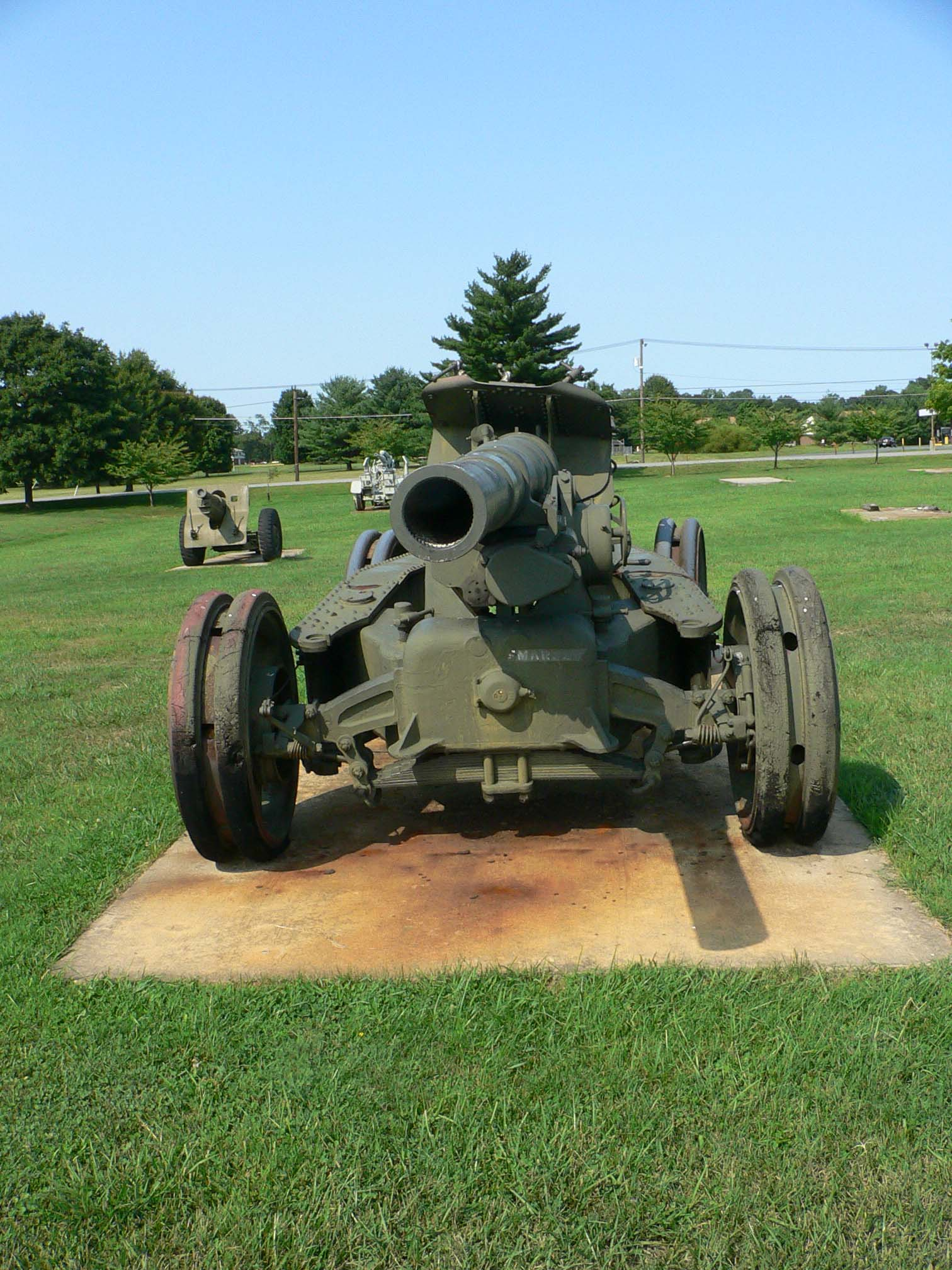
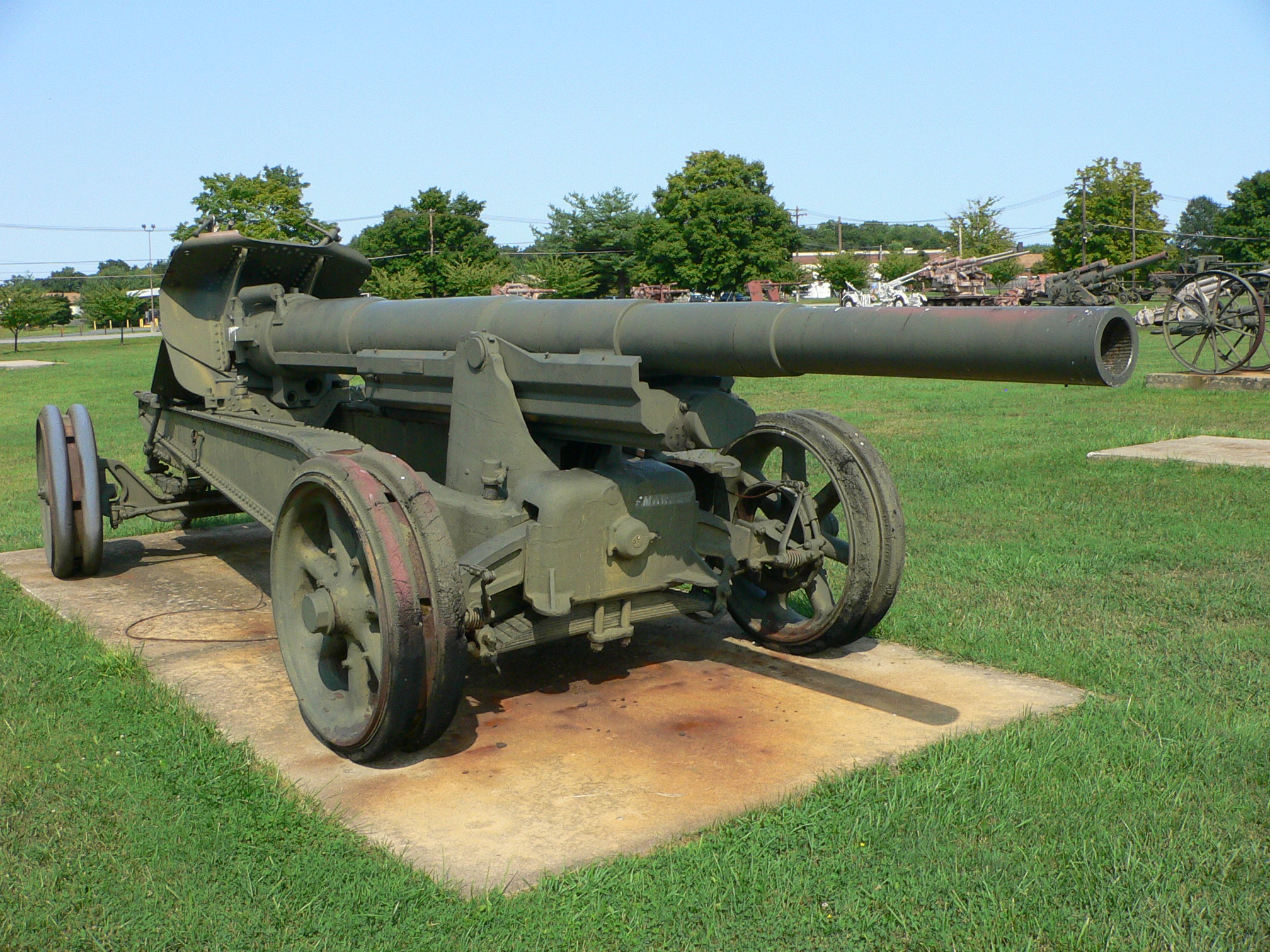